# Chef de l'opposition (Espagne)
Le chef de l'opposition (en espagnol : Líder de la Oposición) est un titre non-officiel accordé au principal dirigeant du principal parti ne faisant pas partie du gouvernement ou sa majorité parlementaire en Espagne.

## Réglementation
La fonction de « chef de l'opposition » n'est pas réglementée. Le titre est cependant reconnu par le décret de 1983 relatif à l'ordre de préséance, se situant après les présidents des communautés autonomes.

## Liste
| Chef de l'opposition | Chef de l'opposition | Chef de l'opposition         | Parti | Mandat                              | Président                           |
| -------------------- | -------------------- | ---------------------------- | ----- | ----------------------------------- | ----------------------------------- |
|                      |                      | Felipe González              | PSOE  | 31 mars 1979 – 2 décembre 1982      | Adolfo Suárez Leopoldo Calvo-Sotelo |
|                      |                      | Manuel Fraga                 | AP    | 2 décembre 1982 – 1er décembre 1986 | Felipe González                     |
|                      |                      | Miguel Herrero               | AP    | 1er décembre 1986 – 8 février 1987  | Felipe González                     |
|                      |                      | Antonio Hernández Mancha     | AP    | 8 février 1987 – 20 janvier 1989    | Felipe González                     |
|                      |                      | Manuel Fraga                 | PP    | 20 janvier – 21 novembre 1989       | Felipe González                     |
|                      |                      | José María Aznar             | PP    | 21 novembre 1989 – 5 mai 1996       | Felipe González                     |
|                      |                      | Felipe González              | PSOE  | 5 mai 1996 – 21 juin 1997           | José María Aznar                    |
|                      |                      | Joaquín Almunia              | PSOE  | 21 juin 1997 – 26 mai 1998          | José María Aznar                    |
|                      |                      | Josep Borrell                | PSOE  | 26 mai 1998 – 14 mai 1999           | José María Aznar                    |
|                      |                      | Joaquín Almunia              | PSOE  | 14 mai 1999 – 12 mars 2000          | José María Aznar                    |
|                      |                      | Luis Martínez Noval          | PSOE  | 5 avril – 22 juillet 2000           | José María Aznar                    |
|                      |                      | José Luis Rodríguez Zapatero | PSOE  | 22 juillet 2000 – 17 avril 2004     | José María Aznar                    |
|                      |                      | Mariano Rajoy                | PP    | 17 avril 2004 – 21 décembre 2011    | José Luis Rodríguez Zapatero        |
|                      |                      | Alfredo Pérez Rubalcaba      | PSOE  | 21 décembre 2011 – 26 juillet 2014  | Mariano Rajoy                       |
|                      |                      | Pedro Sánchez                | PSOE  | 26 juillet 2014 – 1er octobre 2016  | Mariano Rajoy                       |
|                      |                      | Antonio Hernando             | PSOE  | 1er octobre 2016 – 18 juin 2017     | Mariano Rajoy                       |
|                      |                      | Pedro Sánchez                | PSOE  | 18 juin 2017 – 2 juin 2018          | Mariano Rajoy                       |
|                      |                      | Rafael Hernando              | PP    | 2 juin – 21 juillet 2018            | Pedro Sánchez                       |
|                      |                      | Pablo Casado                 | PP    | 21 juillet 2018 – 2 avril 2022      | Pedro Sánchez                       |
|                      |                      | Alberto Núñez Feijóo         | PP    | depuis le 2 avril 2022              | Pedro Sánchez                       |